# Alfredo Di Stéfano
Alfredo Stéfano Di Stéfano Laulhé (Buenos Aires, 4 de julio de 1926-Madrid, 7 de julio de 2014),más conocido como Alfredo Di Stéfano, fue un futbolista y entrenador argentino nacionalizado español. Jugador legendario de los clubes River Plate, Millonarios y Real Madrid Club de Fútbol, desde 2000 hasta su fallecimiento fue presidente de honor del Real Madrid, al que como jugador debe sus mayores éxitos y reconocimientos mundiales y del que llegó a ser su máximo goleador histórico. Es considerado como uno de los mejores jugadores de todos los tiempos.
Como jugador fue internacional por dos países, circunstancia permitida en la época, contabilizando seis encuentros con la selección argentina y treinta y uno con la selección española tras adoptar su nacionalidad en 1956. Pese a ello, se da la circunstancia de que nunca disputó una Copa Mundial —el torneo más prestigioso a nivel de selecciones— por diferentes motivos, lo cual no ha sido impedimento para que sea considerado uno de los mejores jugadores de la historia del fútbol y como el primer grande de este deporte. Su mayor logro con una selección, fue ganar con Argentina el Campeonato Sudamericano 1947, actual Copa América.
Considerado por la FIFA —máximo organismo futbolístico— como uno de los cuatro mejores jugadores de fútbol del siglo xx junto al brasileño Pelé, el argentino Diego Maradona y el neerlandés Johan Cruyff, en 2004 fue elegido el cuarto mejor jugador del siglo xx por la Federación Internacional de Historia y Estadística de Fútbol, así como el mejor jugador español del siglo xx. Fue también incluido por el mismo organismo entre las 48 leyendas del fútbol, además de ser galardonado por la revista France Football como el mejor de todos los ganadores del Balón de Oro hasta 1989, circunstancia por la que recibió el Súper Balón de Oro, siendo el único futbolista de la historia en poseerlo.
Al momento de su retirada era el máximo goleador de la historia del Real Madrid C. F. —donde militó once temporadas—, seguido a 65 goles por su excompañero de equipo Ferenc Puskás, siendo ambos integrantes del recordado «Madrid de Di Stéfano» o «Madrid de las cinco Copas de Europa», señalado por la UEFA como uno de los mejores equipos de la historia; además, era entonces el jugador nacido en Argentina con más títulos oficiales logrados. Su nombre está directamente ligado al del club madrileño, ya que —no en vano— su fichaje por el equipo «merengue» cambió el curso de la historia de este equipo hasta ser proclamado como el mejor club del siglo xx, merced sobre todo a las cinco finales consecutivas ganadas de la Copa de Europa que este club consiguió durante su etapa en Madrid, y en las que anotó un total de siete goles siendo el récord histórico de la competición junto al ya mencionado Puskás. Asimismo, de Di Stéfano cabe destacar su exquisita calidad técnica y su polivalencia en el campo, siendo por ello calificado por parte de entendidos, exfutbolistas y aficionados como el jugador más completo que ha dado el fútbol a nivel mundial.
En 1963 fue secuestrado en Caracas por las Fuerzas Armadas de Liberación Nacional de Venezuela (FALN), como parte de una estrategia publicitaria del grupo armado. Fue liberado a los tres días sin sufrir ningún daño.
Debido a sus goles, logros y trayectoria, fue incluido por la FIFA en el salón de la fama del fútbol en 2011. Fue también incluido en el proyecto predecesor, el International Football Hall of Champions (IFHOC-FIFA) en 1997, y el 14 de diciembre de 2020 fue incluido como mediocentro ofensivo en el segundo Dream Team histórico del Balón de Oro.

## Trayectoria

### Orígenes

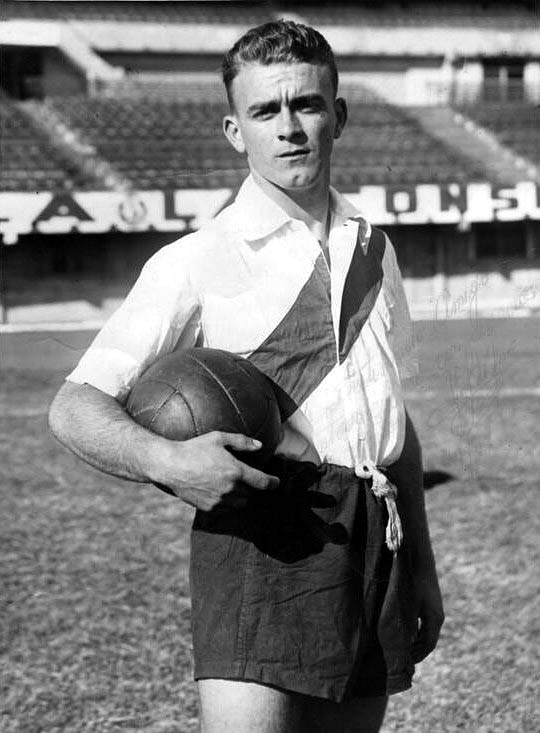
Alfredo Di Stéfano en su etapa en el Club Atlético River Plate (1947).

Alfredo Di Stéfano nació el 4 de julio de 1926 en el barrio de Barracas, en la ciudad de Buenos Aires, Argentina, en el seno de una familia argentina de clase media-baja. Sus padres fueron Alfredo Di Stéfano, hijo de un italiano naturalizado argentino, y su madre Eulalia Laulhé Gilmont, de ascendencia francesa. Su abuelo paterno, Michele, fue el primer Di Stefano que llegó a Buenos Aires procedente de la isla napolitana de Capri (Italia).
Entre 1940 y 1943 jugó junto a su hermano Tulio en el Club Social y Deportivo Unión Progresista, hasta que recibió un telegrama citándole para una prueba con el Club Atlético River Plate. Fue así como en 1944 recaló en las categorías inferiores del club, donde permaneció hasta que disputó su primer encuentro jugando para el primer equipo el 15 de julio de 1945 frente al Club Atlético Huracán de la jornada 12 del campeonato de liga que finalizó con derrota por 1-2. Fue el único partido en el que intervino en ese torneo, en el cual su equipo terminó coronándose campeón.
Al año siguiente fue cedido al C. A. Huracán, club que ya se había percatado de su inmenso potencial debutando en la primera jornada del campeonato el 21 de abril en la derrota por 1-0 contra el Club Atlético Chacarita Juniors. Cuatro jornadas después, anotó su primer gol como profesional producido el 26 de mayo en el Estadio Tomás Adolfo Ducó. El delantero anotó dos tantos para el triunfo por 3-1 sobre Club Estudiantes de La Plata. Esa temporada disputó un total de 25 partidos y anotó 10 goles, completados con otros dos partidos sin anotaciones correspondientes a la Copa de Competencia Británica y donde debutó con «los quemeros» el 14 de abril de 1946 en la victoria por 2-1 frente al Club Atlético Atlanta.
Pese a la buena delantera que conformaba con Tucho Méndez y Turco Simes, dada la alta cantidad que se pidió por su pase definitivo para retenerlo la siguiente temporada, los dirigentes del C. A. Huracán no abonaron dicha cantidad por la inminente huelga que se avecinaba, donde todos los jugadores podrían quedar con sus derechos en su poder por encima de los clubes —circunstancia que terminó sucediendo el año siguiente— y volvió al C. A. River Plate. Sustituyendo al gran referente del equipo Adolfo Pedernera, con quien volvería a coincidir años después, se convirtió en el ídolo local y fue el año de su explosión como futbolista. Ese año consiguió el campeonato liguero de 1947 y se proclamó máximo goleador del torneo con 27 tantos en 30 partidos. Fue también en ese año cuando se incorporó por primera vez a la selección argentina, con la que ganó el Campeonato Sudamericano, en Guayaquil 1947, jugando 6 partidos y convirtiendo 6 goles. Además disputó la decimoctava edición de la Copa Aldao donde anotó un gol en los dos partidos de la final que ayudaron a su equipo a salir campeón del torneo internacional, y el 20 de julio anotó el primer hat-trick de su carrera en la victoria por 5-1 frente al Club Atlético Tigre.
Ya como referente y uno de los hombres referentes del fútbol argentino, en 1948 participó en la Copa Sudamericana de Campeones, un torneo oficial antecesor de la Copa Libertadores, donde logró el subcampeonato y anotó 4 goles en 6 partidos. En lo referente al campeonato doméstico, finalizó también como subcampeón por detrás del Club Atlético Independiente habiendo disputado 23 partidos en los que anotó 13 goles. Precisamente tras el partido que enfrentó a ambos conjuntos con remontada final de los «diablos rojos», se produjo la huelga de futbolistas. Debido a esto, la Asociación del Fútbol Argentino decidió que en los cinco últimos partidos del campeonato se jugasen con jugadores no profesionales, o amateurs. Fue el principio del fin de su carrera en Argentina.
Dio comienzo una disputa entre los Futbolistas Argentinos Agremiados (FFA) y el gobierno del General Perón que no tuvo resolución hasta mayo de 1949, el Ministerio de Trabajo impuso un salario tope de mil quinientos pesos, inaceptable por los futbolistas y que provocó un éxodo sin precedentes a diferentes países. Disputó doce partidos en los que anotó nueve goles antes de recibir una irrechazable oferta desde Colombia, quien no estaba afiliada a la FIFA. Antes jugó curiosamente unos minutos como guardameta. La anécdota se produjo el 31 de julio de 1949, cuando sustituyó a Amadeo Carrizo durante 33 minutos. Mantuvo el cero bajo los palos y su equipo venció 1-0 en el clásico argentino frente al Club Atlético Boca Juniors.

### Su paso por Colombia
Di Stéfano fue uno de los casi sesenta futbolistas argentinos que emigraron al fútbol colombiano, cuya liga tenía los mejores jugadores sudamericanos de la época. Fue fichado para integrarse en el plantel del Club Deportivo Los Millonarios de Bogotá, donde junto a figuras como sus excompañeros Adolfo Pedernera y Néstor Rossi, Antonio Báez o Julio Cozzi entre otros, conformó uno de los mejores equipos del continente durante esa época de comienzos de los años 1950, y que fue bautizado por los periodistas colombianos como el «Ballet Azul». Equiparado con grandes clubes europeos la prensa llegó a afirmar que jugar contra el C. D. Los Millonarios era todo un honor para cualquier equipo en el mundo. Destacado por su formidable juego, Di Stéfano y sus compañeros se consagraron campeones cuatro veces del campeonato de liga (Dimayor); además, «la Saeta» —como era apodado— fue dos veces máximo goleador del campeonato.
En 1952, el club colombiano fue invitado a participar en un torneo internacional en celebración de los 50 años del Real Madrid Club de Fútbol, torneo en el que también tomó parte el campeón sueco del Idrottsföreningen Kamraterna Norrköping. Curiosamente la invitación fue recibida tras una renuncia del Club Atlético River Plate, equipo originario del futbolista, y ellos fueron quienes aconsejaron a los madrileños que se dirigieran al conjunto colombiano como el indicado a participar en el torneo. Allí el equipo colombiano consiguió el trofeo tras desplegar un gran juego y derrotar 2-4 al Real Madrid Club de Fútbol, con el jugador argentino como el gran destacado.

“Millonarios el mejor equipo del mundo”
“Lo más grande que ha visto Madrid, Millonarios de Bogotá”
“El ballet bailó a su antojo. Un jugador de excepción, hombre de calidad genial que lleva la línea, se mueve incansable, abre brecha perforando la defensa rival con el cuerpo y al propio tiempo protege la pelota y tras su dribling seco y rotundo coloca la pelota donde y como quiere. Me he referido, por supuesto, a Di Stéfano, el delantero centro y verdadero crack del conjunto colombiano.”
“Los Millonarios del fútbol deslumbraron”
“Millonarios auténticos artistas del fútbol”.
Diversos titulares de la prensa española tras sus encuentros. Abril de 1952

“Nos regateó como a banderines en un campo de entrenamiento. [...] Di Stéfano estuvo extraordinario. Aparecía en defensa, en el centro del campo, en ataque. Dejó sentados a tres de los nuestros. Cuando tenía la pelota, no podías quitársela, solo rezar para que la pasara”.
Miguel Muñoz, rival y posterior compañero tras el partido.

Lógicamente, logró ser visto por Santiago Bernabéu, presidente madridista en aquel entonces, quien se propuso contratarlo. Sin embargo, dichos movimientos no se dieron hasta la consecución de la prestigiosa Pequeña Copa del Mundo de Clubes del año siguiente, cuando fueron incentivados por la estrecha relación entre los presidentes de ambos clubes y en el que fue el fichaje más controvertido hasta el momento en la historia del fútbol. El 18 de febrero de 1953, el partido ante el Sportklub Rapid Wien de dicho torneo, fue la despedida de «la Saeta Rubia» dejando para la historia 90 goles en 101 partidos oficiales en el torneo profesional colombiano, 10 goles en la Copa Colombia en el mismo número de encuentros y 51 goles en 61 partidos no oficiales nacionales e internacionales.

### Controversia con la FIFA por sus derechos de traspaso
Alfredo Di Stéfano protagonizó, con toda probabilidad, el fichaje más polémico de la historia del fútbol español. La controversia surge por la decisión de muchos jugadores de América y Europa —casi 200— de irse a jugar al campeonato colombiano de la División Mayor de Colombia (Dimayor), donde pagaban más, y donde fueron aceptados sin traspasos y al margen de la FIFA. Uno de esos jugadores fue Di Stéfano, quien ingresó en las filas del Club Deportivo Los Millonarios en 1949. El máximo estamento futbolístico, preocupado por el cariz que adquiría la situación, consideraba que ese torneo no era legal e incluso impuso sanciones a ese país. En el año 1951, Ottorino Barassi llegó a un pacto con la Dimayor en el llamado «Pacto de Lima». En este, la FIFA acordó que los jugadores recalados en equipos del citado país seguirían perteneciendo a los nuevos clubes hasta diciembre de 1954 y que, a partir de esa fecha, pasarían a pertenecer a los clubes de origen (Club Atlético River Plate en el caso de Di Stéfano), período durante el cual no podían ser traspasados. Con esto, la liga colombiana contaba con el beneplácito de la FIFA y a sus equipos se les permitió jugar amistosos fuera de Colombia.
El delantero argentino, quien era prácticamente desconocido en España hasta entonces, entusiasmó a todos cuantos asistieron la celebración de las Bodas de Oro del Real Madrid Club de Fútbol en marzo de 1952. Entre parte de los festejos se programó un torneo futbolístico al que acudió el C. D. Los Millonarios de Bogotá. Santiago Bernabéu y José Samitier, presidente del Real Madrid y secretario técnico del C. F. Barcelona respectivamente, asistieron al partido y quedaron fascinados con el juego de Di Stéfano. Ese mismo verano el presidente del club colombiano Alfonso Senior y Santiago Bernabéu, se hicieron muy amigos tras la disputa de cuatro amistosos en América en una gira del club español por el continente americano. A finales de 1952, el jugador, cansado de tantos partidos amistosos y de viajes con su nuevo club regresó a Buenos Aires. Al tiempo, el C. F. Barcelona vio cómo su jugador referencia, Ladislao Kubala, enfermaba de tuberculosis y para suplir su ausencia decidieron viajar para fichar a Di Stéfano y le pagó un adelanto de dos millones de pesetas a River Plate, el equipo que en primera instancia poseía la mitad de la pertenencia. Nuevos documentos del club argentino que vieron la luz pública en 2017 establecían el traspaso del jugador en 108 000 dólares, que tras las negociaciones se redujeron a 87 000 dólares (4 millones de pesetas de entonces) con la condición de que se hiciese efectivo el pago de la mitad del precio antes del 10 de agosto, y el resto a pagar a plazos en los sucesivos años.
El Real Madrid C. F. viajó a Argentina con el mismo propósito, pero llegó después de dichas negociaciones de los barcelonistas quienes todavía no habían hecho efectivo el pago. Todo ello llevó a un conflicto entre ambos equipos por el pase del jugador: el Barcelona debía conseguir la cesión de los derechos, mientras que el Madrid necesitaba el plácet de River. Viajaron entonces los madrileños a Colombia y llegaron a un acuerdo para el traspaso del jugador en favor del año que le restaba con el club colombiano por el pacto de Lima, a fecha del 24 de julio. Informó entonces al club argentino del acuerdo, y devolvieron estos la información de las negociaciones que estos mantenían con los barcelonistas con el mismo propósito. Ya que no había aún ese pago efectivo del acuerdo, los argentinos dieron validez al acuerdo de los madridistas en caso de no efectuarse dicho pago. Las circunstancias provocaron un conflicto entre los cuatro clubes legitimando ambos sus respectivas negociaciones, unos por ser poseedores y compradores de unos derechos a expensas de un pago, y otros por ser poseedores y compradores de unos derechos temporales ya pagados. Días después y antes de la fecha límite del día 10 de agosto los barcelonistas hicieron efectivo el pago por lo que legítimamente y con tal motivo Di Stéfano, quien llegó a Barcelona en plenas negociaciones y antes de concretarse el pase, se incorporó a disciplina del club. Sin embargo, la FIFA le avisó al equipo catalán que no podía jugar ni siquiera amistosos hasta finales de 1954 porque, legalmente y hasta esa fecha, pertenecía al C. D. Los Millonarios, derechos que alegaron entonces Millonarios y el Real Madrid con validez a su contrato hasta que venciese el pacto de Lima. Tras las circunstancias el presidente del club catalán, Enric Martí Carreto, contactó con Alfonso Senior para arreglar la situación con los colombianos y poseer ambos derechos que zanjasen la cuestión, pero el presidente del Barça, Enric Martí Carreto, declinó pagar los 27 000 dólares que exigió Senior que habrían solucionado el caso a su favor, y que sí fueron abonados por el vicepresidente madridista, Raimundo Saporta.
Para solucionar el caso, el 15 de septiembre de 1953 la FIFA decidió salomónicamente, recomendada por Armando Muñoz Calero —miembro español de la FIFA y expresidente de la Real Federación Española de Fútbol—, autorizar a Di Stéfano a jugar cuatro temporadas en España alternativamente: dos de madridista (1953-54 y 1955-56) y dos de barcelonista (1954-55 y 1956-57), de manera alterna. Ambos compartirían así los derechos federativos. El C. F. Barcelona, quien decía haberse sentido presionado durante el pleito, no aceptó la decisión tomada ya que le parecía una situación indigna y presentando su presidente la dimisión en señal de protesta, ya que según el club eran ellos los que tenían los derechos "legales" del jugador.
No obstante, desde el Real Madrid se defiende que Millonarios era el verdadero titular —con base al «Pacto de Lima»— y que más tarde sería el club catalán quien renunciaría voluntariamente a los derechos del futbolista. Así, el jugador comenzó la temporada 1953-54 jugando de blanco hasta la resolución del caso. Sus primeras apariciones no fueron del todo exitosas y el descontento crecía entre los aficionados —pese a anotar tres goles en cuatro partidos—,[cita requerida] de modo que apenas un mes después, José Vidal-Ribas, miembro de la comisión gestora que se hizo cargo del C. F. Barcelona tras la dimisión de la junta directiva y favorecido en su decisión por la recuperación de Kubala, firmó un comunicado en el que renunciaba a todos los derechos sobre Di Stéfano en favor del Real Madrid C. F., que le abonó el dinero adelantado por los catalanes al C. A. River Plate y pagó el resto del traspaso al club argentino haciéndose con la totalidad de sus derechos. Esta resolución que en principio aparecía en la prensa como un éxito de la gestión azulgrana porque se había librado de un jugador que no había conseguido encajar en ningún club y que parecía finalmente no atesorar la destreza que se esperaba de él, cambió la historia del fútbol español ya que fue el artífice del dominio del conjunto madrileño durante una década, y hasta convertido en el mejor equipo del mundo. Fue precisamente tras firmar la renuncia del jugador, cuando ambos equipos se enfrentaron y cuando el jugador dio muestras del jugador que se esperaba. Anotó dos goles en una victoria por 5-0, que se acrecentaron con tres goles más la semana siguiente en la victoria por 3-4 frente al otro gran rival madrileño, el Club Atlético de Madrid.
Uno de los personajes más decepcionados con este conflictivo fichaje fue Samitier, exjugador de ambos clubes, quien no pudo ver culminado su deseo de reunir en un mismo equipo a Kubala y Di Stéfano, dos de los considerados jugadores históricos de este deporte. Tampoco pudieron reunirse ambos en el club madrileño, cuando los barcelonistas lo contrataron adelantándose a los madrileños antes del conflicto Di Stéfano, y suceso que también implicó a los estamentos federativos.

### Sus años dorados en el Real Madrid

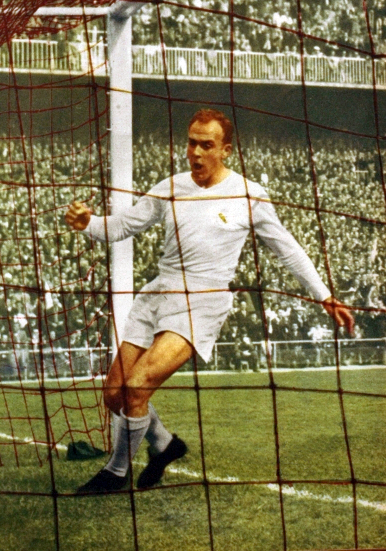
Di Stéfano, tras anotar uno de sus 308 goles en su etapa en el Real Madrid Club de Fútbol.

Para su debut como madridista se organizó un encuentro de presentación contra el Nancy francés que tuvo lugar el 23 de septiembre de 1953. Este finalizó en derrota por 2-4 con el jugador anotando el último gol del encuentro y de su equipo, que se encontraba plagado de suplentes debido al inminente comienzo de la temporada, ya que en la época no estaban permitidos los cambios durante un encuentro oficial. Sin embargo, esa derrota no marcó el devenir de su carrera, ya que su etapa de blanco estuvo llena de éxitos.
En contraposición, su debut oficial como madridista tuvo lugar cuatro días después frente al Real Racing Club de Santander en Madrid en un encuentro válido para el Campeonato de Liga 1953-54. El partido finalizó con victoria por 4-2 y pese a los casi seis meses de inactividad, Di Stéfano fue el autor de uno de los tantos, el primero de una sucesión que le llevó a anotar 227 goles en la liga española y ser el máximo anotador en cinco temporadas, a tan solo una de igualar a Telmo Zarra, y quedarse a 24 goles del mismo jugador como goleador histórico de la competición. De ellos, 216 fueron anotados en su etapa madridista.
La mayoría de los historiadores y aficionados están de acuerdo en afirmar que su fichaje por el club madrileño, al que llegó con 27 años y siendo casi un desconocido en Europa, cambió el rumbo del fútbol español y del Viejo Continente. Hasta la llegada del futbolista a la capital, el F. C. Barcelona era el dominador del país, mientras que los madrileños en cambio no lograban ganar la Liga desde hacía 20 años.
Con la llegada de Di Stéfano, «los blancos» consiguieron vencer ocho de las siguientes once ligas (en 1954, 1955, 1957, 1958, 1961, 1962, 1963, y 1964) y un Campeonato de España-Copa del Generalísimo (en 1962), situándose como el equipo referencia que batir en España.
Si bien llegó a ser el mejor jugador del país, sus grandes logros fueron a nivel internacional. Con la recientemente creada Copa de Clubes Campeones Europeos —o simplemente Copa de Europa— a manos de la UEFA, al fin un equipo podría consagrarse como mejor equipo del continente. En ella fue el Real Madrid C. F., en especial gracias a las actuaciones de Di Stéfano, quien consiguió cinco Copas de Europa consecutivas (entre 1955 y 1960, además de dos subcampeonatos, siendo un hito aún no igualado en la actualidad), dos Copas Latinas y la primera edición de la Copa Intercontinental en 1960, competición que designaría en adelante al mejor equipo del mundo. Aclamado a nivel internacional, conquistó para los madrileños un total de diecisiete títulos y disputó un total de 396 partidos en los que anotó 308 goles que le llevaron a ser considerado como el mejor futbolista de la época. Su registro anotador le llevó a ser máximo goleador histórico del club hasta 2009.
Durante las once temporadas en Madrid, fue nombrado Balón de Oro en dos ocasiones —que hubiesen sido tres de no prohibirse en la tercera edición del premio votar a un futbolista que ya hubiese vencido el galardón— y Balón de Plata en otra ocasión, y fue integrante en varias ocasiones de un combinado europeo con los mejores jugadores de Europa en los que fueron los primeros partidos amistosos a nivel continental. Su fama le llevó incluso a protagonizar por primera vez un film en 1956 con la película Saeta rubia en la que se interpretó a sí mismo, y tras la que protagonizó varias más porque era un gran aficionado al arte cinematográfico.
Su último partido oficial con el conjunto madrileño se produjo el 27 de mayo de 1964 en la Copa de Europa. El partido, correspondiente a la final de aquella edición finalizó con una derrota por 3-1 contra el Football Club Internazionale de Helenio Herrera, Luis Suárez y Sandro Mazzola. Diversas discrepancias con el técnico del conjunto —quien fuera su compañero temporadas atrás Miguel Muñoz—, y con la renovación de su contrato —creyendo el presidente Santiago Bernabéu que no merecía ser tan cuantioso debido a la ya alta edad del futbolista— dieron finalmente con el final de la etapa del jugador en el club, que puso rumbo a Barcelona para disputar los últimos años de su carrera en el Real Club Deportivo Español.
El que fue durante años el líder de un equipo que llegó a conocerse como el «Madrid de Di Stéfano», o «Madrid de las cinco Copas de Europa» —y que merced a dichos éxitos sería conocido en adelante como «los vikingos»— dejó al equipo en lo más alto del panorama futbolístico, antes de ser considerado años después como uno de los mejores futbolistas de la historia, honor que comparte con el brasileño Edson Arantes do Nascimento Pelé, el argentino Diego Armando Maradona y el neerlandés Johan Cruyff, quienes también le proclamaron con dicho honor. Además de ellos, otros muchos grandes jugadores de la historia así lo reconocieron, como por ejemplo Bobby Charlton, considerado el mejor inglés de la historia:

“Alfredo di Stéfano is maybe the greatest player I have ever seen. I watched him in a match when Manchester United played against Real in the semi-final of the European Cup in Madrid the year before the accident. In those days, there was no substitutes' bench; if you weren't playing, you were in the stand. I felt like I was looking down on what looked like a Subbuteo table —I was that high up— but I couldn't take my eyes off this midfield player and I thought, «Who on earth is that?» [sic]

He ran the whole show and had the ball almost all the time. I used to dream of that, and I used to hate it when anyone else got it. They beat us 3-1 and he dictated the whole game. I'd never seen anything like it before, someone who influenced the entire match. Everything went through him. The goalkeeper gave it to him, the full backs were giving it to him, the midfield players were linking up with him and the forwards were looking for him.
And there was Gento playing alongside and Di Stefano just timed his passes perfectly for him. Gento ran so fast you couldn't get him offside. And I was just sitting there, watching, thinking it was the best thing I had ever seen.
But I had been forewarned a bit by Matt Busby, the manager at the time, because he had been across and seen them play a match in Nice before the semi —in those days it wasn't easy to do that— and, when he came back, we asked him what they were like, but he didn't want to tell us. And I understood why he didn't when I saw them. I think he knew that, if he had said they were the best players he'd ever seen, it would have been all over for us before we'd started.
And this was when Di Stefano was thirty. What must he have been like in his youth?”

“Alfredo Di Stéfano es quizás el mejor jugador que nunca haya visto. Lo vi en un partido cuando el Manchester United jugó contra el Real Madrid en la semifinales de la Copa de Europa en Madrid el año anterior al accidente. En aquellos días, no había sustituciones; si no estabas jugando, estabas en el graderío. Me sentí como si estuviera mirando hacia abajo en lo que parecía una mesa de Subbuteo —así estaba de alto— pero no podía quitar los ojos de este centrocampista y pensé, «¿Quién es ese?»
Dirigió todo el espectáculo y tuvo la pelota casi todo el tiempo. Solía soñar con eso, y solía odiar cuando alguien más la tenía. Nos vencieron 3-1 y dictó todo el partido. Nunca antes había visto algo parecido, alguien que influyese en todo el partido. Todo pasaba por él. El guardameta se la entregaba, los defensores se la daban, los centrocampistas se asociaban con él y los delanteros lo buscaban.
Y estaba Gento jugando a su lado y Di Stéfano temporizaba perfectamente los pases para él. Gento corría tan rápido que no podías cogerle en fuera de juego. Y yo estaba tan solo sentado allí, observando, pensando que era lo mejor que nunca había visto.
Pero yo había sido advertido un poco por Matt Busby, nuestro entrenador en la época, porque se los había cruzado y visto jugar un partido en Niza antes de las semifinales —en aquellos días no era fácil hacerlo— y, cuando regresó, le preguntamos cómo eran, pero no quiso decírnoslo. Y entendí por qué no lo hizo cuando los vi. Creo que sabía que, si nos hubiera dicho que eran los mejores jugadores que jamás había visto, todo hubiera estado acabado para nosotros antes de que empezáramos.
Y esto fue cuando Di Stefano tenía treinta años. ¿Cómo debió ser en su juventud?”
Bobby Charlton.

“As pessoas discutem entre Pele ou Maradona. Di Stéfano é o melhor, muito mais completo.”

“La gente discute entre Pelé o Maradona. Di Stéfano es el mejor, mucho más completo.”
Pelé.

“No sé si he sido mejor jugador que Pelé, pero puedo decir sin lugar a dudas que Di Stéfano fue mejor que Pelé. Me siento orgulloso cuando se habla de Di Stéfano. Pelé hubiera fracasado si hubiese jugado en Europa, mientras que Alfredo ha jugado muy bien en todo el mundo. Puedo decir que Maradona podría ser peor que Pelé. Pero recalco que Di Stéfano era mejor.”
Diego Armando Maradona.

“Der umfassendste Fußballspieler der Welt.”

“El futbolista más completo del mundo.”
Franz Beckenbauer.

“En la final de Amsterdam entre Benfica y Real Madrid, que jugaban Eusebio y Di Stéfano, yo fui recogepelotas en ese partido y disfruté muchísimo porque Di Stéfano siempre ha sido uno de mis ídolos, porque era de los mejores del mundo y hacía cosas tan bonitas que me gustaban mucho. Era mi jugador favorito y lo que más me gustaba de Di Stefano era todo lo que hacía por el equipo. Tenía un equipo fantástico, pero era una referencia para todo el mundo y fue de los primeros argentinos que jugó en España. Hay gente que ha sido bueno en una época, pero Di Stéfano duró muchas épocas, ha estado ahí toda la vida.”
Johan Cruyff.

#### Secuestro por las FALN

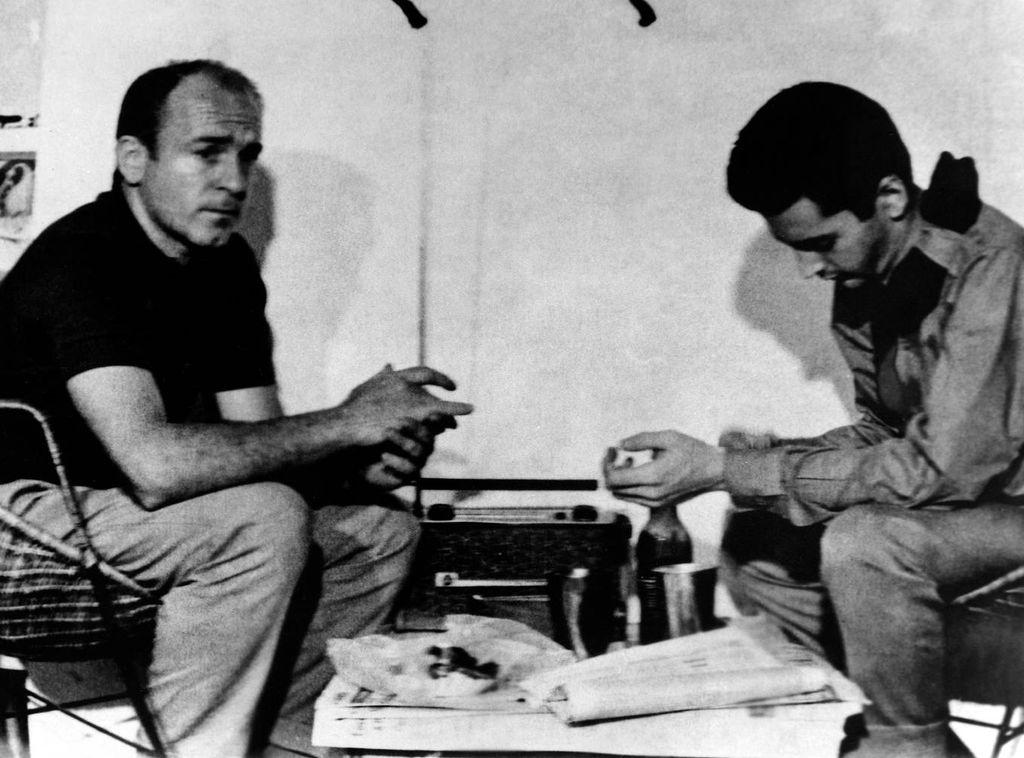
Alfredo Di Stéfano junto con el guerrillero Paúl del Río durante su secuestro por la FALN.

El 26 de agosto de 1963, Di Stéfano fue secuestrado en Caracas por miembros de las Fuerzas Armadas de Liberación Nacional de Venezuela (FALN), grupo guerrillero que operó en Venezuela durante los años sesenta mientras el club madridista disputaba la Pequeña Copa del Mundo de Clubes. La operación fue dirigida por algunos combatientes del mencionado frente, entre los que se encontraba Paúl del Río alias «Máximo Canales», que manifestó que el trato dado al famoso futbolista fue siempre amistoso y cordial, a pesar de los momentos de tensión que derivaban de tal acción. Dos supuestos policías se presentaron en el hotel de concentración del conjunto español e invitaron a Alfredo a acompañarlos a la comisaría como un mero trámite burocrático por estar involucrado en un caso de tráfico de estupefacientes una persona del mismo nombre. En el coche le confirmaron que era un secuestro, que duró 72 horas, en las que el futbolista jugó al ajedrez y al dominó, vio la televisión, apostó a los caballos y hasta diseñó su propio menú para su cautiverio. Los secuestradores comentaron que nunca sintió que su vida estuviera en riesgo y siempre reaccionó de la mejor manera.
Fue puesto en libertad a cien metros de la Embajada de España en Venezuela sin exigir rescate y, como así comentó años después Paúl del Río:

Esto es un secuestro. No le va a pasar nada. Somos revolucionarios que no estamos de acuerdo con el régimen de nuestro país. Le soltaremos enseguida. [...]
No se pidió dinero por el rescate. No hubo exigencia ni condición. Lo secuestramos basándonos en su fama. Eso nos ayudaba a obtener nuestros fines, su prestigio y la fama del Madrid. El equipo fue a jugar un partido amistoso y nosotros, lamentablemente, le sacamos tarjeta roja a las seis de la mañana. Y no pudo jugar.
Paúl del Río. 25 de agosto de 2005.

La operación buscó llamar la atención de la comunidad internacional sobre la tensa situación social y política que afrontaba Venezuela, emulando el secuestro del piloto argentino Juan Manuel Fangio en La Habana en 1958. El rapto de Di Stéfano fue bautizado con el nombre de «Julián Grimau», en homenaje al comunista español ejecutado por la dictadura franquista, de quien se tomó el nombre.

### Retiro
Tras su despedida del club madrileño jugó para el Real Club Deportivo Español de Barcelona, en el que disputó dos temporadas, para retirarse el 3 de abril de 1966, fecha en que disputó su último partido como profesional. Actualmente es el séptimo jugador más veterano en disputar un encuentro del campeonato de liga de España. Su último partido a todos los efectos fue un homenaje el 7 de junio de 1967 jugado entre el Real Madrid Club de Fútbol y el Celtic Football Club, club que pretendió sus servicios pero se le anticipó el club barcelonés y que venció 0-1. En el minuto 13 Di Stéfano se quitó el brazalete de capitán y se lo entregó a Ramón Grosso, jugador que heredó su dorsal en el equipo, en medio de los aplausos de todo el Estadio Santiago Bernabéu y tras el que recibió la máxima distinción al deporte de España, la Medalla de Oro al Mérito Deportivo.
Felipe Gutiérrez, su incomparable amigo, jugó su último partido junto a Di Stéfano, el cual elogió a su amigo y lo apodó "Felipão", pues jugaba tal y como un brasileño.

## Selección nacional

### Selección absoluta

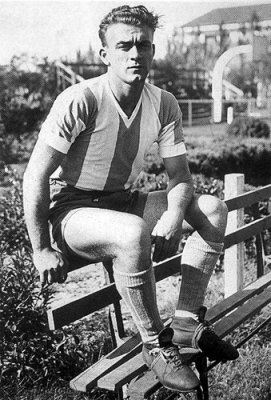
Di Stéfano con la albiceleste.

El futbolista jugó oficialmente para dos selecciones —hecho permitido en la época—. Con la selección argentina jugó seis partidos debutando internacionalmente el 4 de diciembre de 1947 en el estadio George Capwell de Ecuador en un partido valedero para el Campeonato Sudamericano de 1947 frente a la selección boliviana que finalizó 7-0 y en el que anotó un tanto. Durante el campeonato hizo cinco goles más —incluido su primer hat-trick de selecciones anotado frente a la selección colombiana— que a la postre ayudaron a su equipo a coronarse campeón, siendo su único y más importante triunfo a nivel de selecciones durante su carrera.
Tras su paso por Colombia y debido a un paréntesis en la liga del país, sus integrantes organizaron partidos de selección bajo el nombre de combinado XI de la liga colombiana —que no era la selección colombiana absoluta— en el que tuvo cuatro participaciones como invitado, hecho por el que no constan en los registros oficiales de la FIFA amén de no poseer la nacionalidad.
Una vez en España, Di Stéfano se nacionalizó ciudadano español en 1956 —tras unos trámites que se demoraron 2 años— por lo que el 30 de enero de 1957 jugó su primer partido con la selección española enfrentándose a la selección neerlandesa, y en el que España vence por 5-1 con un hat-trick de Di Stéfano —el único que anotó como internacional español—. Tras casi cinco años defendiendo la camiseta roja disputó un total de 31 partidos.Entre sus partidos disputados, únicamente perdió cinco de ellos, en los que también consiguió anotar seis dobletes.
Durante su etapa en España, el jugador también participó esporádicamente en el de la selección madrileña, un combinado regional oficioso que no disputaba competiciones oficiales.

### Sus ausencias mundialistas
Considerado como uno de los mejores jugadores de la época y posteriormente, de la historia, no pudo demostrar su valía en una Copa Mundial —competición más prestigiosa a nivel de selecciones— durante su etapa en activo por diversas circunstancias.

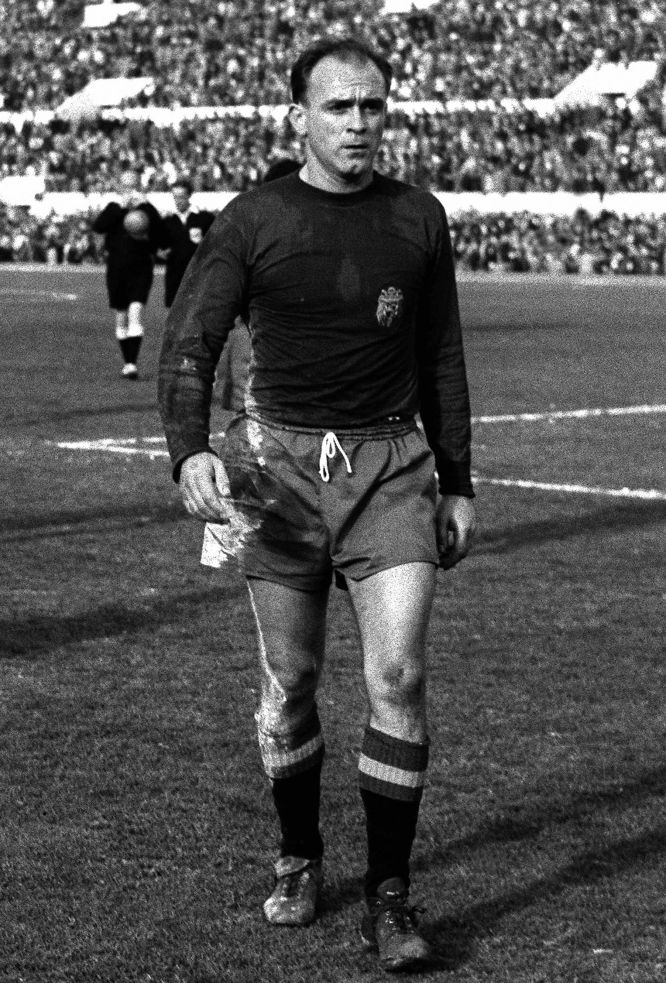
Di Stéfano en la selección española en un encuentro en Roma (1959).

Mientras defendía la camiseta albiceleste, la Asociación del Fútbol Argentino decidió retirar su inscripción del Mundial de 1950 por unas discrepancias con la Confederación Brasileña de Fútbol, país organizador de aquel campeonato. Debido a dichas discrepancias, provenientes desde 1949, la selección argentina decidió aislarse deportivamente como protesta y para así evitar confrontaciones con los brasileños. Esto le llevó a no disputar tampoco los Campeonatos Sudamericanos, ni el posterior Mundial de 1954 que tuvo lugar en Suiza. Para entonces, el jugador ya militaba en España y decidió comenzar los trámites para su nacionalización, pasando a defender a la selección española. Los trámites se demoraron y pese a que la Real Federación Española de Fútbol solicitó que el jugador pudiese participar con ellos para lograr la clasificación al Mundial, la Federación Internacional de Fútbol Asociación (FIFA) no lo autorizó quedándose así sin acudir al campeonato por segunda vez.
Ya como jugador español no pudo acudir a la siguiente cita, el Mundial de 1958 de Suecia ya que su selección no logró clasificarse pese a que pudo disputar los partidos que decidirían el acceso frente a la selección suiza y la selección escocesa. En la serie de cuatro partidos, Di Stéfano solo pudo anotar dos goles en el último e intrascendente encuentro ya que los británicos ya poseían un mejor balance.
Cuatro años después se presentaba una nueva oportunidad con el Mundial de 1962 que organizó Chile. En el sorteo de la fase de clasificación España fue uno de los equipos que conformaron uno de los dos grupos europeos con tan solo dos participantes para dirimir una plaza, por lo que el vencedor hubo de disputar un encuentro frente a otro equipo de otra confederación. Así, tras vencer en la eliminatoria a doble partido a la selección galesa por un 3-2 global gracias a un tanto de Di Stéfano, se enfrentó a la selección marroquí a la que venció por un 4-2 global y fue el autor de uno de los tantos. Clasificado para el Mundial, fue convocado por Helenio Herrera en lo que parecía iba a ser por fin su primera participación en el mundial. Sin embargo, una lesión en el antepenúltimo partido de entrenamiento en España previo a acudir a la cita le impidió jugar. Pese a ello hizo el viaje con la selección y formó parte del equipo tal y como consta en las actas de la FIFA, aunque no disputó ningún encuentro.
La siguiente cita del Mundial de 1966 de Inglaterra llegó en el ocaso de su carrera deportiva, cerrando así una desafortunada historia. Se dio la circunstancia que otro de los grandes futbolistas de la época y de la historia, Ladislao Kubala, tampoco acudió nunca a un Mundial a pesar de que jugó con tres selecciones distintas. Cuando más cerca estuvo fue en 1962, pero al igual que Di Stéfano no pudo acudir por lesión, y son así dos de los futbolistas que se encuentran en un listado de grandes jugadores que nunca pudieron acudir a la cita.

## Dirección técnica
Tras retirarse del fútbol profesional en 1966 con casi 40 años de edad, Alfredo Di Stéfano comenzaría su carrera como director técnico en 1967. El primer equipo al que entrenó sería el Elche Club de Fútbol de la Primera División española, aunque después de 15 pésimas jornadas en la Liga sería destituido al año siguiente en 1968. Club Atlético Boca Juniors, Valencia Club de Fútbol, Real Madrid Club de Fútbol, Rayo Vallecano de Madrid, Club Deportivo Castellón y Club Atlético River Plate, además de ser durante un mes el asesor de Walter Roque al frente de la selección de Venezuela que participó en las eliminatorias al mundial de 1982, aprovechando su estancia en España y de un periplo en Portugal con el Sporting Clube de Portugal, al que no llegó a dirigir en partido oficial por los problemas de su contratación y registro en la federación, estando a cargo del equipo únicamente durante la pretemporada.
En su carrera como técnico consiguió un Campeonato Nacional y una Copa Argentina con Club Atlético Boca Juniors, un Campeonato Nacional con Club Atlético River Plate —siendo el único entrenador campeón con los dos equipos más laureados del fútbol argentino— una Liga española y una Recopa de Europa con el Valencia C. F. y una Supercopa de España con el Real Madrid Club de Fútbol.

## Presidencia de honor y fallecimiento
Alfredo Di Stéfano continuó viviendo en España. El 5 de noviembre de 2000, fue nombrado Presidente de Honor del Real Madrid y como tal, unos días después recogió, representando a la entidad, el trofeo al Mejor Club del siglo XX otorgado por la FIFA en una ceremonia celebrada en Roma. El 24 de diciembre de 2005, sufrió un ataque al corazón del que se repuso con éxito en Sagunto en un primer momento y después en Valencia.
El 9 de mayo de 2006, el Real Madrid inaugura el estadio en el que su filial, el Real Madrid Castilla, disputará sus encuentros, y el club decide por unanimidad denominarlo Estadio Alfredo Di Stéfano. En la temporada 2007-2008 el Real Madrid estrena un avión propio para sus desplazamientos que bautizan como «La Saeta», en honor al apodo de Alfredo Di Stéfano.
El 17 de febrero de 2008, recibió un homenaje de parte de representantes del fútbol mundial por su trayectoria profesional, en el cual le fue entregado el Premio Presidente UEFA de 2007 por parte de Michel Platini, entonces presidente de la UEFA. Fue galardonado con el "Guijuelo de Oro 2007", en Guijuelo, Salamanca.
El 17 de septiembre de 2009, en medio de una disputa entre Pelé y Maradona por quién era el mejor futbolista de la historia, Di Stéfano señaló: «Muñoz, Moreno, Pedernera, Labruna y Loustau. Elija el que usted guste». Los citados futbolistas fueron la esencia de «La Máquina» de River Plate, una de las formaciones más espectaculares de todos los tiempos a nivel mundial.
El 5 de julio de 2014 a las 17:00 horas, sufrió una parada cardiorrespiratoria durante la comida de celebración de su cumpleaños. Trasladado de urgencia al Hospital General Universitario Gregorio Marañón de Madrid, fue reanimado hasta por dos veces e ingresó en la Unidad Coronaria del centro donde fue sometido a un coma inducido para estabilizar sus constantes vitales. Dos días después, el 7 de julio, falleció a los 88 años de edad. El palco de Honor del Estadio Santiago Bernabéu, acogió desde las 10:30 horas del martes 8 de julio, la capilla ardiente del Presidente de Honor, recibiendo un multitudinario homenaje de despedida por parte del madridismo. Fue enterrado en el Cementerio de la Almudena.
La ciudad de Madrid otorgó en 2014 el nombre de Alfredo Di Stéfano a una calle en el nuevo desarrollo de Valdebebas, localización donde el Real Madrid Club de Fútbol tiene sus instalaciones deportivas de la Ciudad Real Madrid.

## Estadísticas

### Clubes
Datos actualizados a fin de carrera deportiva. Resaltadas temporadas en calidad de cesión.
| Club | Temporada     | Div.          | Liga (1) | Liga (1) | Copas (2)    | Copas (2)    | Internacional (3) | Internacional (3) | Total (4) | Total (4) | Media goleadora |
| Club | Temporada     | Div.          | Part.    | Goles    | Part.        | Goles        | Part.             | Goles             | Part.     | Goles     | Media goleadora |
| --- | ------------- | ------------- | -------- | -------- | ------------ | ------------ | ----------------- | ----------------- | --------- | --------- | --------------- |
| C. A. River Plate Argentina | 1945          | 1.ª           | 1        | —        | —            | —            | Inexistentes      | Inexistentes      | 1         | 0         | 0               |
| C. A. Huracán Argentina | 1946          | 1.ª           | 25       | 10       | 2            | —            | Inexistentes      | Inexistentes      | 27        | 10        | 0.37            |
| C. A. River Plate Argentina | 1947          | 1.ª           | 30       | 27       | —            | —            | 2                 | 1                 | 32        | 28        | 0.88            |
| C. A. River Plate Argentina | 1948          | 1.ª           | 23       | 13       | 1            | 1            | 6                 | 4                 | 30        | 18        | 0.60            |
| C. A. River Plate Argentina | 1949          | 1.ª           | 12       | 9        | —            | —            | Inexistentes      | Inexistentes      | 12        | 9         | 0.75            |
| C. A. River Plate Argentina | Total club    | Total club    | 66       | 49       | 1            | 1            | 8                 | 5                 | 75        | 55        | 0.73            |
| C. D. Los Millonarios · Colombia | 1949          | 1.ª           | 15       | 15       | Inexistentes | Inexistentes | Inexistentes      | Inexistentes      | 14        | 15        | 1               |
| C. D. Los Millonarios · Colombia | 1950          | 1.ª           | 29       | 23       | 2            | 1            | Inexistentes      | Inexistentes      | 31        | 24        | 0.77            |
| C. D. Los Millonarios · Colombia | 1951          | 1.ª           | 34       | 31       | Inexistentes | Inexistentes | Inexistentes      | Inexistentes      | 34        | 31        | 0.94            |
| C. D. Los Millonarios · Colombia | 1952          | 1.ª           | 24       | 24       | 8            | 5            | Inexistentes      | Inexistentes      | 32        | 24        | 1               |
| C. D. Los Millonarios · Colombia | Total club    | Total club    | 101      | 94       | 10           | 6            | 0                 | 0                 | 111       | 96        | 0.86            |
| Real Madrid C. F. · España | 1953-54       | 1.ª           | 28       | 27       | —            | —            | —                 | —                 | 28        | 27        | 0.96            |
| Real Madrid C. F. · España | 1954-55       | 1.ª           | 30       | 25       | —            | —            | 2                 | —                 | 32        | 25        | 0.83            |
| Real Madrid C. F. · España | 1955-56       | 1.ª           | 30       | 24       | —            | —            | 7                 | 5                 | 37        | 29        | 0.78            |
| Real Madrid C. F. · España | 1956-57       | 1.ª           | 30       | 31       | 3            | 3            | 10                | 9                 | 43        | 43        | 1               |
| Real Madrid C. F. · España | 1957-58       | 1.ª           | 30       | 19       | 7            | 7            | 7                 | 10                | 44        | 36        | 0.82            |
| Real Madrid C. F. · España | 1958-59       | 1.ª           | 28       | 23       | 8            | 5            | 7                 | 6                 | 43        | 34        | 0.79            |
| Real Madrid C. F. · España | 1959-60       | 1.ª           | 23       | 12       | 5            | 3            | 6                 | 8                 | 34        | 23        | 0.68            |
| Real Madrid C. F. · España | 1960-61       | 1.ª           | 23       | 21       | 9            | 8            | 4                 | 1                 | 36        | 30        | 0.83            |
| Real Madrid C. F. · España | 1961-62       | 1.ª           | 23       | 11       | 8            | 4            | 10                | 7                 | 41        | 22        | 0.54            |
| Real Madrid C. F. · España | 1962-63       | 1.ª           | 13       | 12       | 9            | 9            | 2                 | 1                 | 24        | 22        | 0.92            |
| Real Madrid C. F. · España | 1963-64       | 1.ª           | 24       | 11       | 1            | 1            | 9                 | 5                 | 34        | 17        | 0.50            |
| Real Madrid C. F. · España | Total club    | Total club    | 282      | 216      | 50           | 40           | 64                | 52                | 396       | 308       | 0.78            |
| R. C. D. Español · España | 1964-65       | 1.ª           | 24       | 9        | 3            | 2            | —                 | —                 | 27        | 9         | 0.33            |
| R. C. D. Español · España | 1965-66       | 1.ª           | 23       | 4        | 7            | 1            | 6                 | —                 | 33        | 5         | 0.15            |
| R. C. D. Español · España | Total club    | Total club    | 47       | 11       | 7            | 3            | 6                 | 0                 | 60        | 14        | 0.23            |
| Total carrera | Total carrera | Total carrera | 521      | 373      | 70           | 50           | 78                | 57                | 703       | 518       | 0.72            |
| (1) Resaltados los goles que le proclamaron máximo goleador del campeonato y/o las temporadas como Balón de Oro. (2) Incluye datos de la Copa de Competencia Británica (1946-48) ; Copa Colombia (1951-53); Copa del Generalísimo (1953-66). (3) Incluye datos de la Copa Aldao (1947) / Campeonato S. C. (1948); Copa Latina (1954-57); Copa de Europa (1955-64) / Copa Intercontinental (1960); Copa de Ferias (1965-66) (4) No incluye goles en partidos amistosos. |               |               |          |          |              |              |                   |                   |           |           |                 |

#### Resumen de partidos en competición internacional
El jugador ostenta, junto a su excompañero en su etapa madridista Ferenc Puskás, el honor de ser el jugador que más tantos anotó en las finales de la Copa de Europa / Liga de Campeones con un total de siete goles.

| N.º | Fecha      | Estadio                                       | Local             | Local                | Resultado | Visitante            | Visitante         | Goles | Competición     |
| --- | ---------- | --------------------------------------------- | ----------------- | -------------------- | --------- | -------------------- | ----------------- | ----- | --------------- |
| 1   | 19-11-1947 | Estadio Centenario, Montevideo, Uruguay       | Club Nacional     | Bandera de Uruguay   | 3 - 4     | Bandera de Argentina | C. A. River Plate |       | Copa Aldao 1947 |
| 2   | 23-11-1947 | Estadio El Gasómetro, Buenos Aires, Argentina | C. A. River Plate | Bandera de Argentina | 3 - 1     | Bandera de Uruguay   | Club Nacional     |       | Copa Aldao 1947 |

| N.º | Fecha      | Estadio                           | Local                 | Local                | Resultado | Visitante            | Visitante                | Goles | Competición       |
| --- | ---------- | --------------------------------- | --------------------- | -------------------- | --------- | -------------------- | ------------------------ | ----- | ----------------- |
| 3   | 11-02-1948 | Estadio Nacional, Santiago, Chile | C. A. River Plate     | Bandera de Argentina | 4 - 0     | Bandera de Ecuador   | Club Sport Emelec        |       | Sudamericano 1948 |
| 4   | 21-02-1948 | Estadio Nacional, Santiago, Chile | C. A. River Plate     | Bandera de Argentina | 2 - 0     | Bandera de Perú      | C.C. Deportivo Municipal |       | Sudamericano 1948 |
| 5   | 03-03-1948 | Estadio Nacional, Santiago, Chile | Club Nacional         | Bandera de Uruguay   | 1 - 0     | Bandera de Argentina | C. A. River Plate        |       | Sudamericano 1948 |
| 6   | 10-03-1948 | Estadio Nacional, Santiago, Chile | C. A. River Plate     | Bandera de Argentina | 5 - 1     | Bandera de Bolivia   | C.D. Litoral             |       | Sudamericano 1948 |
| 7   | 14-03-1948 | Estadio Nacional, Santiago, Chile | C.de R. Vasco da Gama | Bandera de Brasil    | 0 - 0     | Bandera de Argentina | C. A. River Plate        |       | Sudamericano 1948 |
| 8   | 18-03-1948 | Estadio Nacional, Santiago, Chile | C.S.y D. Colo-Colo    | Bandera de Chile     | 0 - 1     | Bandera de Argentina | C. A. River Plate        |       | Sudamericano 1948 |

| N.º | Fecha      | Ronda                              | Estadio                                | Local                   | Local                 | Resultado | Visitante                      | Visitante               | Goles |
| --- | ---------- | ---------------------------------- | -------------------------------------- | ----------------------- | --------------------- | --------- | ------------------------------ | ----------------------- | ----- |
|     |            | VI Copa Latina                     |                                        |                         |                       |           |                                |                         |       |
| 9   | 22-06-1955 | Semifinales                        | Parc des Princes, París                | Real Madrid C. F.       | Bandera de España     | 2 - 0     | Bandera de Portugal            | C. F. Os Belenenses     |       |
| 10  | 26-06-1955 | Final                              | Parc des Princes, París                | Real Madrid C. F.       | Bandera de España     | 2 - 0     | Bandera de Francia             | Stade de Reims          |       |
|     |            | I Copa de Europa                   |                                        |                         |                       |           |                                |                         |       |
| 11  | 08-09-1955 | Octavos de final                   | Charmilles, Ginebra                    | Servette F. C.          | Bandera de Suiza      | 0 - 2     | Bandera de España              | Real Madrid C. F.       |       |
| 12  | 12-10-1955 | Octavos de final                   | Estadio Santiago Bernabéu, Madrid      | Real Madrid C. F.       | Bandera de España     | 5 - 0     | Bandera de Suiza               | Servette F. C.          |       |
| 13  | 25-12-1955 | Cuartos de final                   | Estadio Santiago Bernabéu, Madrid      | Real Madrid C. F.       | Bandera de España     | 4 - 0     | Bandera de Yugoslavia          | F. K. Partizan          |       |
| 14  | 29-01-1956 | Cuartos de final                   | Jugoslavenska Narodna Armija, Belgrado | F. K. Partizan          | Bandera de Yugoslavia | 3 - 0     | Bandera de España              | Real Madrid C. F.       |       |
| 15  | 19-04-1956 | Semifinales                        | Estadio Santiago Bernabéu, Madrid      | Real Madrid C. F.       | Bandera de España     | 4 - 2     | Bandera de Italia              | A. C. Milan             |       |
| 16  | 01-05-1956 | Semifinales                        | San Siro, Milán                        | A. C. Milan             | Bandera de Italia     | 2 - 1     | Bandera de España              | Real Madrid C. F.       |       |
| 17  | 13-06-1956 | Final                              | Parc des Princes, París                | Real Madrid C. F.       | Bandera de España     | 4 - 3     | Bandera de Francia             | Stade de Reims          |       |
|     |            | II Copa de Europa                  |                                        |                         |                       |           |                                |                         |       |
| 18  | 01-11-1956 | Octavos de final                   | Estadio Santiago Bernabéu, Madrid      | Real Madrid C. F.       | Bandera de España     | 4 - 2     | Bandera de Austria             | S. K. Rapid Wien        |       |
| 19  | 14-11-1956 | Octavos de final                   | Praterstadion, Viena                   | S. K. Rapid Wien        | Bandera de Austria    | 3 - 1     | Bandera de España              | Real Madrid C. F.       |       |
| 20  | 13-12-1956 | Octavos de final (desempate)       | Estadio Santiago Bernabéu, Madrid      | Real Madrid C. F.       | Bandera de España     | 2 - 0     | Bandera de Austria             | S. K. Rapid Wien        |       |
| 21  | 14-02-1957 | Cuartos de final                   | Estadio Santiago Bernabéu, Madrid      | Real Madrid C. F.       | Bandera de España     | 3 - 0     | Bandera de Francia             | O. G. C. Niza           |       |
| 22  | 14-03-1957 | Cuartos de final                   | Stade du Ray, Niza                     | O. G. C. Niza           | Bandera de Francia    | 2 - 3     | Bandera de España              | Real Madrid C. F.       |       |
| 23  | 11-04-1957 | Semifinales                        | Estadio Santiago Bernabéu, Madrid      | Real Madrid C. F.       | Bandera de España     | 3 - 1     | Bandera de Inglaterra          | Manchester United F. C. |       |
| 24  | 25-04-1957 | Semifinales                        | Old Trafford, Mánchester               | Manchester United F. C. | Bandera de Inglaterra | 2 - 2     | Bandera de España              | Real Madrid C. F.       |       |
| 25  | 30-5-1957  | Final                              | Estadio Santiago Bernabéu, Madrid      | Real Madrid C. F.       | Bandera de España     | 2 - 0     | Bandera de Italia              | ACF Fiorentina          |       |
|     |            | VIII Copa Latina                   |                                        |                         |                       |           |                                |                         |       |
| 26  | 20-06-1957 | Semifinales                        | Estadio Santiago Bernabéu, Madrid      | Real Madrid C. F.       | Bandera de España     | 5 - 1     | Bandera de Italia              | A. C. Milan             |       |
| 27  | 23-06-1957 | Final                              | Estadio Santiago Bernabéu, Madrid      | Real Madrid C. F.       | Bandera de España     | 1 - 0     | Bandera de Portugal            | S. L. Benfica           |       |
|     |            | III Copa de Europa                 |                                        |                         |                       |           |                                |                         |       |
| 28  | 31-10-1957 | Octavos de final                   | Bosuilstadion, Amberes                 | Royal Antwerp F. C.     | Bandera de Bélgica    | 1 - 2     | Bandera de España              | Real Madrid C. F.       |       |
| 29  | 28-11-1957 | Octavos de final                   | Estadio Santiago Bernabéu, Madrid      | Real Madrid C. F.       | Bandera de España     | 6 - 0     | Bandera de Bélgica             | Royal Antwerp F. C.     |       |
| 30  | 23-01-1958 | Cuartos de final                   | Estadio Santiago Bernabéu, Madrid      | Real Madrid C. F.       | Bandera de España     | 8 - 0     | Bandera de España              | Sevilla F. C.           |       |
| 31  | 23-02-1958 | Cuartos de final                   | Estadio de Nervión, Sevilla            | Sevilla F. C.           | Bandera de España     | 2 - 2     | Bandera de España              | Real Madrid C. F.       |       |
| 32  | 02-04-1958 | Semifinales                        | Estadio Santiago Bernabéu, Madrid      | Real Madrid C. F.       | Bandera de España     | 4 - 0     | Bandera de Hungría             | Vasas SC                |       |
| 33  | 16-04-1958 | Semifinales                        | Népstadion, Budapest                   | Vasas SC                | Bandera de Hungría    | 2 - 0     | Bandera de España              | Real Madrid C. F.       |       |
| 34  | 28-05-1958 | Final                              | Estadio Heysel, Bruselas               | Real Madrid C. F.       | Bandera de España     | 3 - 2     | Bandera de Italia              | A. C. Milan             |       |
|     |            | IV Copa de Europa                  |                                        |                         |                       |           |                                |                         |       |
| 35  | 13-11-1958 | Octavos de final                   | Estadio Santiago Bernabéu, Madrid      | Real Madrid C. F.       | Bandera de España     | 2 - 0     | Bandera de Turquía             | Beşiktaş J. K.          |       |
| 36  | 04-03-1959 | Cuartos de final                   | Praterstadion, Viena                   | Wiener S. K.            | Bandera de Austria    | 0 - 0     | Bandera de España              | Real Madrid C. F.       |       |
| 37  | 18-03-1959 | Cuartos de final                   | Estadio Santiago Bernabéu, Madrid      | Real Madrid C. F.       | Bandera de España     | 7 - 1     | Bandera de Austria             | Wiener S. K.            |       |
| 38  | 23-04-1959 | Semifinales                        | Estadio Santiago Bernabéu, Madrid      | Real Madrid C. F.       | Bandera de España     | 2 - 1     | Bandera de España              | Atlético de Madrid      |       |
| 39  | 07-05-1959 | Semifinales                        | Stadium Metropolitano, Madrid          | Atlético de Madrid      | Bandera de España     | 1 - 0     | Bandera de España              | Real Madrid C. F.       |       |
| 40  | 23-04-1959 | Semifinales (desempate)            | Estadio de La Romareda, Zaragoza       | Real Madrid C. F.       | Bandera de España     | 2 - 1     | Bandera de España              | Atlético de Madrid      |       |
| 41  | 03-06-1959 | Final                              | Neckarstadion, Stuttgart               | Real Madrid C. F.       | Bandera de España     | 2 - 0     | Bandera de Francia             | Stade de Reims          |       |
|     |            | V Copa de Europa                   |                                        |                         |                       |           |                                |                         |       |
| 42  | 21-10-1959 | Octavos de final                   | Estadio Santiago Bernabéu, Madrid      | Real Madrid C. F.       | Bandera de España     | 7 - 0     | Bandera de Luxemburgo          | Jeunesse Esch           |       |
| 43  | 04-11-1959 | Octavos de final                   | Stade Municipal, Luxemburgo            | Jeunesse Esch           | Bandera de Luxemburgo | 2 - 5     | Bandera de España              | Real Madrid C. F.       |       |
| 44  | 02-03-1960 | Cuartos de final                   | Estadio Santiago Bernabéu, Madrid      | Real Madrid C. F.       | Bandera de España     | 4 - 0     | Bandera de Francia             | O. G. C. Niza           |       |
| 45  | 15-04-1960 | Semifinales                        | Estadio Santiago Bernabéu, Madrid      | Real Madrid C. F.       | Bandera de España     | 3 - 1     | Bandera de España              | F. C. Barcelona         |       |
| 46  | 06-05-1960 | Semifinales                        | Camp Nou, Barcelona                    | F. C. Barcelona         | Bandera de España     | 1 - 3     | Bandera de España              | Real Madrid C. F.       |       |
| 47  | 18-05-1960 | Final                              | Hampden Park, Glasgow                  | Real Madrid C. F.       | Bandera de España     | 7 - 3     | Bandera de Alemania Occidental | Eintracht Fráncfort     |       |
|     |            | I Copa Intercontinental            |                                        |                         |                       |           |                                |                         |       |
| 48  | 03-07-1960 | Final (ida)                        | Estadio Centenario, Montevideo         | C. A. Peñarol           | Bandera de Uruguay    | 0 - 0     | Bandera de España              | Real Madrid C. F.       |       |
| 49  | 04-09-1960 | Final (vuelta)                     | Estadio Santiago Bernabéu, Madrid      | Real Madrid C. F.       | Bandera de España     | 5 - 1     | Bandera de Uruguay             | C. A. Peñarol           |       |
|     |            | VI Copa de Europa                  |                                        |                         |                       |           |                                |                         |       |
| 50  | 09-11-1960 | Octavos de final                   | Estadio Santiago Bernabéu, Madrid      | Real Madrid C. F.       | Bandera de España     | 2 - 2     | Bandera de España              | F. C. Barcelona         |       |
| 51  | 23-11-1960 | Octavos de final                   | Camp Nou, Barcelona                    | F. C. Barcelona         | Bandera de España     | 2 - 1     | Bandera de España              | Real Madrid C. F.       |       |
|     |            | VII Copa de Europa                 |                                        |                         |                       |           |                                |                         |       |
| 52  | 06-09-1961 | Dieciseisavos de final             | Népstadion, Budapest                   | Vasas SC                | Bandera de Hungría    | 0 - 2     | Bandera de España              | Real Madrid C. F.       |       |
| 53  | 20-09-1961 | Dieciseisavos de final             | Estadio Santiago Bernabéu, Madrid      | Real Madrid C. F.       | Bandera de España     | 3 - 1     | Bandera de Hungría             | Vasas SC                |       |
| 54  | 18-10-1961 | Octavos de final                   | Odense Stadion, Odense                 | Boldklubben 1913        | Bandera de Dinamarca  | 0 - 3     | Bandera de España              | Real Madrid C. F.       |       |
| 55  | 25-10-1961 | Octavos de final                   | Estadio Santiago Bernabéu, Madrid      | Real Madrid C. F.       | Bandera de España     | 9 - 0     | Bandera de Dinamarca           | Boldklubben 1913        |       |
| 56  | 14-02-1962 | Cuartos de final                   | Stadio Comunale, Turín                 | Juventus de Turín       | Bandera de Italia     | 0 - 1     | Bandera de España              | Real Madrid C. F.       |       |
| 57  | 21-02-1962 | Cuartos de final                   | Estadio Santiago Bernabéu, Madrid      | Real Madrid C. F.       | Bandera de España     | 0 - 1     | Bandera de Italia              | Juventus de Turín       |       |
| 58  | 28-02-1962 | Cuartos de final (desempate)       | Parc des Princes, París                | Real Madrid C. F.       | Bandera de España     | 3 - 1     | Bandera de Italia              | Juventus de Turín       |       |
| 59  | 22-03-1962 | Semifinales                        | Estadio Santiago Bernabéu, Madrid      | Real Madrid C. F.       | Bandera de España     | 4 - 0     | Bandera de Bélgica             | Standard de Lieja       |       |
| 60  | 12-04-1962 | Semifinales                        | Stade Maurice Dufrasne, Lieja          | Standard de Lieja       | Bandera de Bélgica    | 0 - 2     | Bandera de España              | Real Madrid C. F.       |       |
| 61  | 02-05-1962 | Final                              | Olympisch Stadion, Ámsterdam           | S. L. Benfica           | Bandera de Portugal   | 5 - 3     | Bandera de España              | Real Madrid C. F.       |       |
|     |            | VIII Copa de Europa                |                                        |                         |                       |           |                                |                         |       |
| 62  | 05-09-1962 | Dieciseisavos de final             | Estadio Santiago Bernabéu, Madrid      | Real Madrid C. F.       | Bandera de España     | 3 - 3     | Bandera de Bélgica             | R. S. C. Anderlecht     |       |
| 63  | 26-09-1962 | Dieciseisavos de final             | Estadio Heysel, Bruselas               | R. S. C. Anderlecht     | Bandera de Bélgica    | 1 - 0     | Bandera de España              | Real Madrid C. F.       |       |
|     |            | IX Copa de Europa                  |                                        |                         |                       |           |                                |                         |       |
| 64  | 25-09-1963 | Dieciseisavos de final             | Ibrox Stadium, Glasgow                 | Rangers F. C.           | Bandera de Escocia    | 0 - 1     | Bandera de España              | Real Madrid C. F.       |       |
| 65  | 09-10-1963 | Dieciseisavos de final             | Estadio Santiago Bernabéu, Madrid      | Real Madrid C. F.       | Bandera de España     | 6 - 0     | Bandera de Escocia             | Rangers F. C.           |       |
| 66  | 13-11-1963 | Octavos de final                   | 23 August Stadium, Bucarest            | Dinamo București        | Bandera de Rumania    | 1 - 3     | Bandera de España              | Real Madrid C. F.       |       |
| 67  | 18-11-1963 | Octavos de final                   | Estadio Santiago Bernabéu, Madrid      | Real Madrid C. F.       | Bandera de España     | 5 - 3     | Bandera de Rumania             | Dinamo București        |       |
| 68  | 29-01-1964 | Cuartos de final                   | Estadio Santiago Bernabéu, Madrid      | Real Madrid C. F.       | Bandera de España     | 4 - 1     | Bandera de Italia              | A. C. Milan             |       |
| 69  | 13-02-1964 | Cuartos de final                   | San Siro, Milán                        | A. C. Milan             | Bandera de Italia     | 2 - 0     | Bandera de España              | Real Madrid C. F.       |       |
| 70  | 22-04-1964 | Semifinales                        | Letzigrund, Zúrich                     | FC Zürich               | Bandera de Suiza      | 1 - 2     | Bandera de España              | Real Madrid C. F.       |       |
| 71  | 07-05-1964 | Semifinales                        | Estadio Santiago Bernabéu, Madrid      | Real Madrid C. F.       | Bandera de España     | 6 - 0     | Bandera de Suiza               | FC Zürich               |       |
| 72  | 27-05-1964 | Final                              | Praterstadion, Viena                   | Inter de Milán          | Bandera de Italia     | 3 - 1     | Bandera de España              | Real Madrid C. F.       |       |
|     |            | VIII Copa de Ferias                |                                        |                         |                       |           |                                |                         |       |
| 73  | 10-11-1965 | Dieciseisavos de final             | Estádio José Alvalade, Lisboa          | Sporting de Lisboa      | Bandera de Portugal   | 2 - 1     | Bandera de España              | R. C. D. Español        |       |
| 74  | 24-11-1965 | Dieciseisavos de final             | Estadio de Sarriá, Barcelona           | R. C. D. Español        | Bandera de España     | 4 - 3     | Bandera de Portugal            | Sporting de Lisboa      |       |
| 75  | 15-12-1965 | Dieciseisavos de final (desempate) | Estadio de Sarriá, Barcelona           | R. C. D. Español        | Bandera de España     | 2 - 1     | Bandera de Portugal            | Sporting de Lisboa      |       |
| 76  | 26-01-1966 | Octavos de final                   | Camp Nou, Barcelona                    | R. C. D. Español        | Bandera de España     | 3 - 1     | Bandera de Rumania             | Steagul Roșu Brașov     |       |
| 77  | 16-02-1966 | Octavos de final                   | Stadionul Tractorul, Brașov            | Steagul Roșu Brașov     | Bandera de Rumania    | 4 - 2     | Bandera de España              | R. C. D. Español        |       |
| 78  | 23-03-1966 | Cuartos de final                   | Camp Nou, Barcelona                    | F. C. Barcelona         | Bandera de España     | 1 - 0     | Bandera de España              | R. C. D. Español        |       |

### Selecciones
| Absoluta Argentina |                 |   |   |   |    |    |    |    |      |      |
| 1947-48 | 6               | 6 | — | — | -  | -  | 6  | 6  | 1,00 |      |
| Total | 6               | 6 | 0 | 0 | 0  | 0  | 6  | 6  | 1,00 |      |
| Absoluta · España |                 |   |   |   |    |    |    |    |      |      |
| 1956-57 | -               | - | 3 | - | 2  | 5  | 5  | 5  | 1,00 |      |
| 1957-58 | -               | - | 1 | 2 | 4  | 1  | 5  | 3  | 0,60 |      |
| 1958-59 | 1               | 2 | - | - | 2  | 1  | 3  | 3  | 1,00 |      |
| 1959-60 | 1               | 1 | - | - | 8  | 8  | 9  | 9  | 1,00 |      |
| 1960-61 | -               | - | 2 | 1 | 4  | 1  | 6  | 2  | 0,33 |      |
| 1961-62 | -               | - | 2 | 1 | 1  | -  | 3  | 1  | 0,33 |      |
| Total | 2               | 3 | 8 | 4 | 21 | 16 | 31 | 23 | 0,74 |      |
| Total selección | Total selección | 8 | 9 | 8 | 4  | 21 | 16 | 37 | 29   | 0,78 |
| (1) Campeonato Sudamericano (1947-48); Copa de Naciones de Europa (1956-62). Incluye datos de las fases de clasificación para los campeonatos continentales. (2) Incluye datos de las fases de clasificación para los campeonatos del Mundo. |                 |   |   |   |    |    |    |    |      |      |

#### Resumen de partidos internacionales absolutos
A lo largo de su carrera Di Stéfano disputó un total de treinta y siete partidos internacionales en los que anotó un total de 29 goles. De ellos, seis partidos fueron en campeonato continental, diez en fases clasificatorias y 21 amistosos, anotando seis, siete y dieciséis goles respectivamente.

Merced a los 23 goles con España se mantuvo como su máximo anotador hasta 1990.
| Copa América \| N.º \| Fecha[99] \| Estadio \| Local \| Local \| Resultado \| Visitante \| Visitante \| Goles \| Competición \| \| --- \| ---------- \| ------------------------------------------ \| --------- \| ----- \| --------- \| --------- \| --------- \| ----- \| ----------------- \| \| 1 \| 04-12-1947 \| Estadio George Capwell, Guayaquil, Ecuador \| Argentina \| \| 7 - 0 \| \| Bolivia \| \| Copa América 1947 \| \| 2 \| 11-12-1947 \| Estadio George Capwell, Guayaquil, Ecuador \| Argentina \| \| 3 - 2 \| \| Perú \| \| Copa América 1947 \| \| 3 \| 16-12-1947 \| Estadio George Capwell, Guayaquil, Ecuador \| Argentina \| \| 1 - 1 \| \| Chile \| \| Copa América 1947 \| \| 4 \| 18-12-1947 \| Estadio George Capwell, Guayaquil, Ecuador \| Argentina \| \| 6 - 0 \| \| Colombia \| \| Copa América 1947 \| \| 5 \| 25-12-1947 \| Estadio George Capwell, Guayaquil, Ecuador \| Argentina \| \| 2 - 0 \| \| Ecuador \| \| Copa América 1947 \| \| 6 \| 28-12-1947 \| Estadio George Capwell, Guayaquil, Ecuador \| Argentina \| \| 3 - 1 \| \| Uruguay \| \| Copa América 1947 \| |            |                                            |           |                      |           |                     |           |       |                   |
| N.º | Fecha      | Estadio                                    | Local     | Local                | Resultado | Visitante           | Visitante | Goles | Competición       |
| 1 | 04-12-1947 | Estadio George Capwell, Guayaquil, Ecuador | Argentina | Bandera de Argentina | 7 - 0     | Bandera de Bolivia  | Bolivia   |       | Copa América 1947 |
| 2 | 11-12-1947 | Estadio George Capwell, Guayaquil, Ecuador | Argentina | Bandera de Argentina | 3 - 2     | Bandera de Perú     | Perú      |       | Copa América 1947 |
| 3 | 16-12-1947 | Estadio George Capwell, Guayaquil, Ecuador | Argentina | Bandera de Argentina | 1 - 1     | Bandera de Chile    | Chile     |       | Copa América 1947 |
| 4 | 18-12-1947 | Estadio George Capwell, Guayaquil, Ecuador | Argentina | Bandera de Argentina | 6 - 0     | Bandera de Colombia | Colombia  |       | Copa América 1947 |
| 5 | 25-12-1947 | Estadio George Capwell, Guayaquil, Ecuador | Argentina | Bandera de Argentina | 2 - 0     | Bandera de Ecuador  | Ecuador   |       | Copa América 1947 |
| 6 | 28-12-1947 | Estadio George Capwell, Guayaquil, Ecuador | Argentina | Bandera de Argentina | 3 - 1     | Bandera de Uruguay  | Uruguay   |       | Copa América 1947 |

#### Récord (goles)
El jugador anotó un total de quinientos nueve goles en torneos oficiales, a los que habría que sumar ciento ochenta y dos anotados en competiciones no oficiales y en partidos amistosos En total fueron seiscientos noventa y cuatro goles en casi novecientos partidos.

| Equipo                | Goles (oficiales)                | Partidos (contando amistosos) | %    |
| C. A. River Plate     | 64                               | 85                            | 0.75 |
| C. A. Huracán         | 10                               | 27                            | 0.44 |
| C. D. Los Millonarios | 157 (96, 3 goles no encontrados) | 182                           | 0.86 |
| Real Madrid C. F.     | 418                              | 510                           | 0.82 |
| R. C. D. Español      | 16                               | 57                            | 0.28 |
| Selección Argentina   | 6                                | 6                             | 1.00 |
| Selección Española    | 23                               | 31                            | 0.74 |
| Total (oficiales)     | 523                              | 739                           | 0.70 |
| Total                 | 694                              | 898                           | 0.78 |

### Entrenador
Actualizado a fin de carrera deportiva.
| Elche C. F. · España | 1.ª           | 1967-68       | 15  | 3   | 3  | 9  | - | 10  | 24  | -14  | 30.00 |
| Elche C. F. · España | Total         | Total         | 15  | 3   | 3  | 9  | 0 | 10  | 24  | -14  | 30.00 |
| C. A. Boca Juniors Argentina | 1.ª           | 1969          | 50  | 32  | 11 | 7  | 2 | 91  | 31  | +60  | 75.00 |
| C. A. Boca Juniors Argentina | 1.ª           | 1985          | 10  | 5   | 2  | 3  | - | 19  | 12  | +7   | 60.00 |
| C. A. Boca Juniors Argentina | 1.ª           | 1985-86       | 18  | 6   | 6  | 6  | - | 29  | 26  | +3   | 50.00 |
| C. A. Boca Juniors Argentina | Total         | Total         | 78  | 43  | 19 | 16 | 2 | 139 | 69  | +70  | 67.31 |
| Valencia C. F. · España | 1.ª           | 1970-71       | 43  | 26  | 10 | 7  | 1 | 69  | 31  | +38  | 60.47 |
| Valencia C. F. · España | 1.ª           | 1971-72       | 47  | 25  | 11 | 11 | - | 66  | 39  | +27  | 64.89 |
| Valencia C. F. · España | 1.ª           | 1972-73       | 42  | 15  | 12 | 15 | - | 46  | 42  | +4   | 50.00 |
| Valencia C. F. · España | 1.ª           | 1973-74       | 38  | 15  | 8  | 15 | - | 47  | 36  | +11  | 50.00 |
| Valencia C. F. · España | 1.ª           | 1979-80       | 45  | 18  | 15 | 12 | 1 | 72  | 54  | +18  | 54.44 |
| Valencia C. F. · España | 1.ª           | 1985-86       | 18  | 5   | 4  | 9  | - | 24  | 27  | -3   | 38.89 |
| Valencia C. F. · España | 2.ª           | 1986-87       | 45  | 24  | 10 | 11 | - | 69  | 38  | +31  | 64.77 |
| Valencia C. F. · España | 1.ª           | 1987-88       | 35  | 11  | 10 | 14 | - | 38  | 47  | -9   | 41.38 |
| Valencia C. F. · España | Total         | Total         | 313 | 139 | 80 | 94 | 2 | 431 | 314 | +117 | 57.19 |
| A. D. Rayo Vallecano · España | 2.ª           | 1975-76       | 27  | 11  | 3  | 13 | - | 35  | 35  | 0    | 46.30 |
| A. D. Rayo Vallecano · España | Total         | Total         | 27  | 11  | 3  | 13 | 0 | 35  | 35  | 0    | 46.30 |
| C. D. Castellón · España | 2.ª           | 1976-77       | 42  | 15  | 9  | 18 | - | 53  | 49  | +4   | 46.43 |
| C. D. Castellón · España | Total         | Total         | 42  | 15  | 9  | 18 | 0 | 53  | 49  | +4   | 46.43 |
| C. A. River Plate Argentina | 1.ª           | 1981          | 22  | 11  | 9  | 2  | 1 | 36  | 18  | +18  | 70.45 |
| C. A. River Plate Argentina | 1.ª           | 1982          | 16  | 4   | 6  | 6  | - | 20  | 27  | -7   | 43.75 |
| C. A. River Plate Argentina | Total         | Total         | 38  | 15  | 15 | 8  | 1 | 56  | 45  | +11  | 59.21 |
| Total carrera | Total carrera | Total carrera | 161 | 104 | 34 | 23 | 8 | 368 | 161 | +207 | 71.64 |
| (1) Incluye datos de la Segunda División "B", Primera División, Copa del Rey, Liga de Campeones, Supercopa de Europa y Mundial de Clubes. |               |               |     |     |    |    |   |     |     |      |       |

| Competiciones         | Partidos | Goles | Promedio | Asistencias | Goles y asistencias |
| --------------------- | -------- | ----- | -------- | ----------- | ------------------- |
| Primera División      | 330      | 228   | 0.78     | 110         | 317                 |
| Copas nacionales      | 12       | 5     | 0.50     | 2           | 7                   |
| Copas Internacionales | 66       | 50    | 0.62     | 10          | 60                  |
| Selección Absoluta    | 31       | 25    | 0.68     | 15          | 40                  |
| TOTAL                 | 439      | 309   | 0.64     | 137         | 424                 |

## Palmarés

### Títulos nacionales
| Título             | Club                  | Año     |
| ------------------ | --------------------- | ------- |
| Primera División   | C. A. River Plate     | 1945    |
| Primera División   | C. A. River Plate     | 1947    |
| Primera A          | C. D. Los Millonarios | 1949    |
| Primera A          | C. D. Los Millonarios | 1951    |
| Primera A          | C. D. Los Millonarios | 1952    |
| Copa Colombia      | C. D. Los Millonarios | 1953    |
| Campeonato de Liga | Real Madrid C. F.     | 1953-54 |
| Campeonato de Liga | Real Madrid C. F.     | 1954-55 |
| Campeonato de Liga | Real Madrid C. F.     | 1956-57 |
| Campeonato de Liga | Real Madrid C. F.     | 1957-58 |
| Campeonato de Liga | Real Madrid C. F.     | 1960-61 |
| Campeonato de Liga | Real Madrid C. F.     | 1961-62 |
| Copa del Rey       | Real Madrid C. F.     | 1961-62 |
| Campeonato de Liga | Real Madrid C. F.     | 1962-63 |
| Campeonato de Liga | Real Madrid C. F.     | 1963-64 |

### Títulos internacionales
Nota * : incluyendo la selección.
La oficialidad de la Pequeña Copa Mundial de Clubes en 1953 y 1956 no está clara.
| Título                   | Equipo *               | Año  |
| ------------------------ | ---------------------- | ---- |
| Copa América             | Selección de Argentina | 1947 |
| Copa Aldao               | C. A. River Plate      | 1947 |
| Pequeña Copa del Mundo   | C. D. Los Millonarios  | 1953 |
| Copa Latina              | Real Madrid C. F.      | 1955 |
| Copa de Campeones Europa | Real Madrid C. F.      | 1956 |
| Pequeña Copa del Mundo   | Real Madrid C. F.      | 1956 |
| Copa de Campeones Europa | Real Madrid C. F.      | 1957 |
| Copa Latina              | Real Madrid C. F.      | 1957 |
| Copa de Campeones Europa | Real Madrid C. F.      | 1958 |
| Copa de Campeones Europa | Real Madrid C. F.      | 1959 |
| Copa de Campeones Europa | Real Madrid C. F.      | 1960 |
| Copa Intercontinental    | Real Madrid C. F.      | 1960 |

### Como entrenador
| Título             | Club               | Año    |
| ------------------ | ------------------ | ------ |
| Primera División   | C. A. Boca Juniors | N-1969 |
| Copa Argentina     | C. A. Boca Juniors | 1969   |
| Campeonato de Liga | Valencia C. F.     | 1971   |
| Recopa de Europa   | Valencia C. F.     | 1980   |
| Primera División   | C. A. River Plate  | 1981   |
| Liga de 2.ª        | Valencia C. F.     | 1987   |
| Supercopa          | Real Madrid C. F.  | 1990   |

### Distinciones individuales

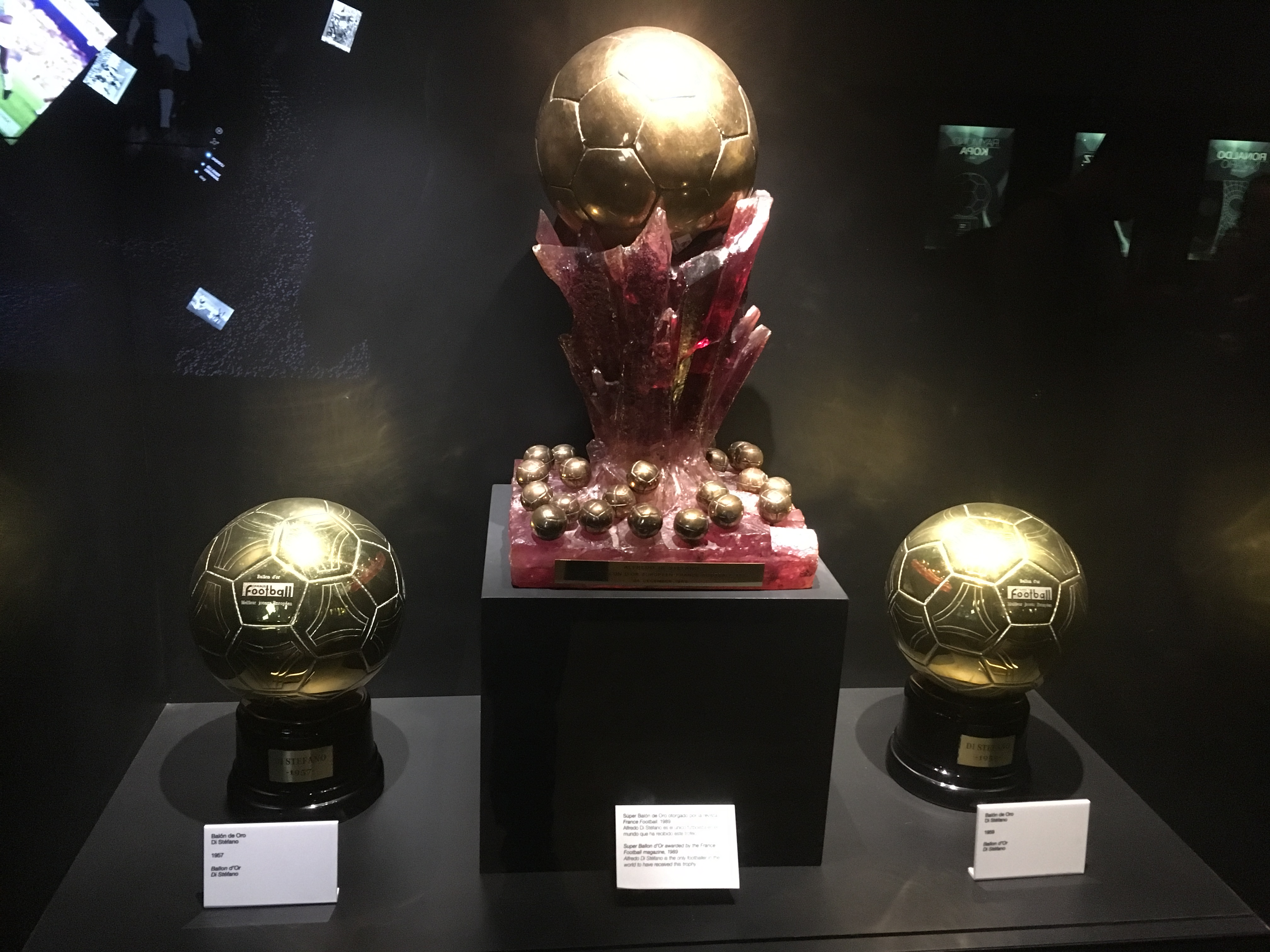
Di Stéfano ganó el Súper Balón de Oro en 1989 y los Balones de Oro de 1957 y 1959.

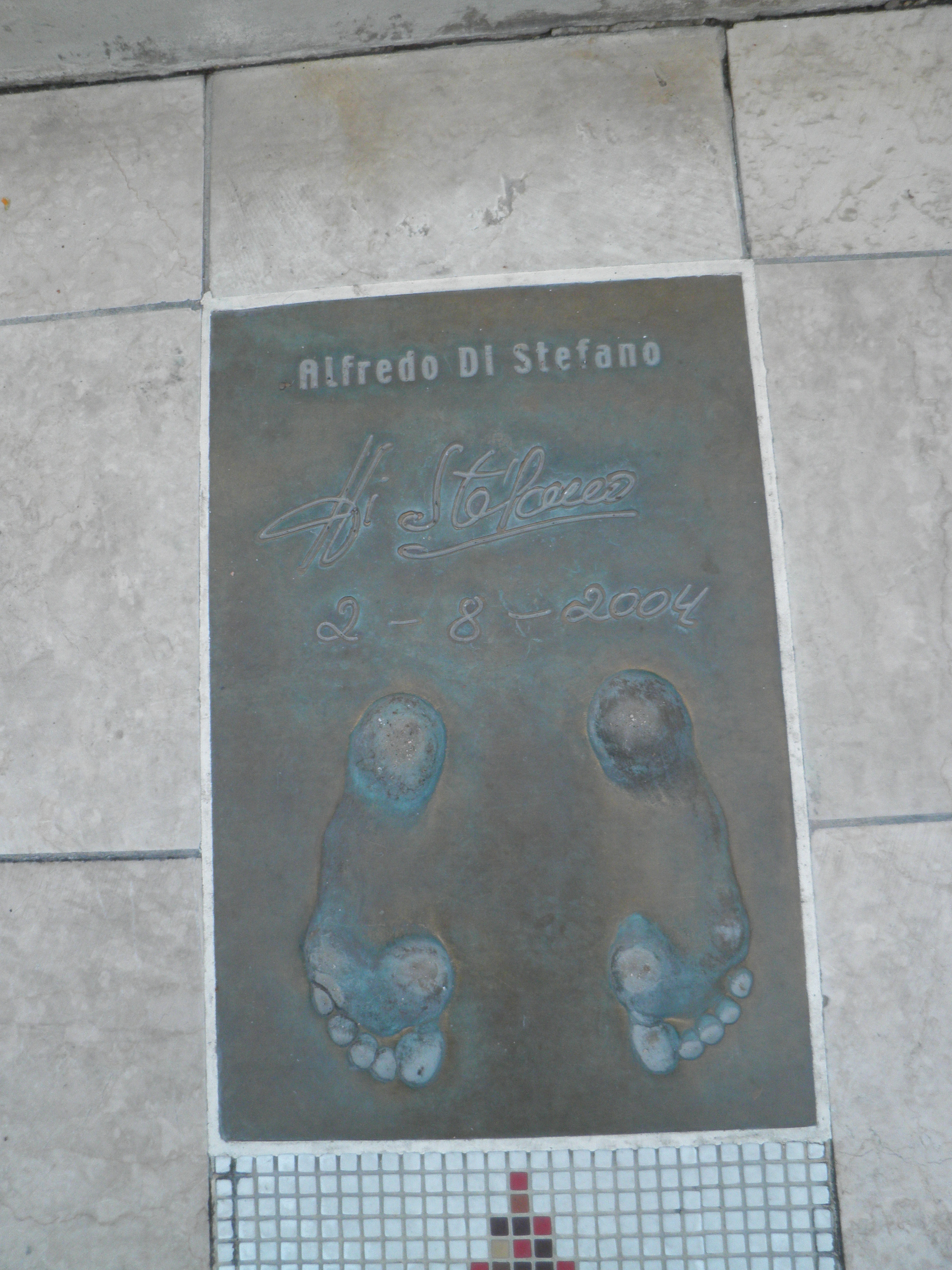
Premio Golden Foot a Di Stéfano en el "Paseo de los Campeones" del Principado de Mónaco.

| Distinción                                             | Año                          |
| ------------------------------------------------------ | ---------------------------- |
| Máximo goleador de la Primera División de Argentina    | 1947                         |
| Máximo goleador de la Primera División de Colombia     | 1951, 1952                   |
| Máximo goleador del fútbol sudamericano                | 1947, 1951                   |
| Máximo goleador de la Pequeña Copa del Mundo de Clubes | 1953                         |
| Máximo goleador de la Primera División de España       | 1954, 1956, 1957, 1958, 1959 |
| Máximo goleador de la Copa de Europa                   | 1957, 1958, 1959             |
| Balón de Oro                                           | 1957, 1959                   |
| Balón de Plata                                         | 1956                         |
| Súper Balón de Oro                                     | 1989                         |
| Premio The Best FIFA                                   | 1957, 1959                   |
| Marca Leyenda                                          | 1999                         |
| FIFA 100                                               | 2004                         |
| Once histórico de plata del Balón de Oro               | 2020                         |

### Condecoraciones
| Distinción nacional                                  | Año       |
| ---------------------------------------------------- | --------- |
| Gran Cruz de la Real Orden del Mérito Deportivo      | 1999      |
| Medalla de Oro de la Real Orden del Mérito Deportivo | 1966      |
| Distinción municipal                                 | Año       |
| Medalla de Oro de Madrid                             | 1996      |
| Tambor de Oro de San Sebastián                       | 1997      |
| Galardón                                             | Año       |
| Presidente de Honor del Real Madrid C. F.            | 2000–2014 |
| Orden del Mérito de la FIFA                          | 1994      |
| Premio Presidente UEFA                               | 2008      |
| Premio Nacional de Deporte                           | 2011      |

## Filmografía
- Homenaje recopilatorio RMTV (07/07/2014), «Gracias, Alfredo Di Stéfano» en YouTube
- Despedida homenaje RMTV (10/07/2014), «Gracias Alfredo, el mejor de todos los tiempos» en YouTube
- Documental Canal+ (07/07/2014), «Di Stéfano, de pibe a leyenda» en YouTube
- Documental TVE (28/07/2014), «Conexión Vintage - 'Yo, Di Stéfano'» en rtve.es
- Documental TVE (26/02/2013), «Conexión Vintage - 'Kubala y Di Stéfano, amigos para siempre'» en rtve.es
- Documental TVE (09/04/2013), «Conexión vintage - 'Historia de cinco copas'» en rtve.es
- Documental TVE (03/04/2014), «Conexión vintage - Historia del Real Madrid» en rtve.es
- Documental KarmaFilms (10/11/2017), «Bernabéu» en DocumaniaTV
- Largometraje (1963), "La batalla del domingo" - Director: Luis Marquina